# Praecidochondria galatheae
Praecidochondria galatheae – gatunek widłonoga z rodziny Chondracanthidae. Nazwa naukowa tego gatunku skorupiaków została opublikowana w 1968 roku przez kanadyjskiego parazytologa polskiego pochodzenia Zbigniewa Kabatę.